# Liptowski Jan
Liptowski Jan (słow. Liptovský Ján, niem. Sankt Johann an der Liptau, węg. Szentiván) – słowacka wieś (obec), znajdująca się na Liptowie, w kraju żylińskim, w powiecie Liptowski Mikułasz.

## Położenie
Liptowski Jan położony jest na wysokości 654 m n.p.m. u północnych stóp Niżnych Tatr, u wylotu Jańskiej doliny. Leży nad potokiem Štiavnica, tuż przed jego ujściem do rzeki Wag, 11 km na wschód od Liptowskiego Mikułasza.

## Historia
Tereny wsi były zamieszkiwane przez człowieka już w czasach prehistorycznych. Znaleziono tu osadę kultury łużyckiej z młodszej epoki brązu. Na wzgórzu Hrádok (też: Veratín) istniało grodzisko kultury puchowskiej z czasów rzymskich.
Pierwsze wzmianki o wsi pochodzą z 1221 r., od roku 1386 zwano ją Świętym Janem, od roku 1927 Liptowskim Świętym Janem, zaś obecna nazwa funkcjonuje od roku 1960.

## Zabytki
Najcenniejszym zabytkiem Liptowskiego Jana jest kościół katolicki pw. św. Jana Chrzciciela z 1380 r., zbudowany w stylu gotyckim, później wielokrotnie przebudowywany. Kościół ewangelicki, pierwotnie z 1785 r., swój obecny wygląd uzyskał w wyniku przebudowy po pożarze z 1907 r. We wsi zachował się również zespół 17 dworów i kaszteli ziemiańskich, w większości renesansowych.

## Uzdrowisko
Liptowski Jan słynie ze źródeł wód termalnych, już pisemna wzmianka o miejscowości z roku 1327 mówi, że jest ona od dawna znana dzięki swoim źródłom wód mineralnych. Znajdują się tam źródła o temperaturze 29,5 °C, wypływające z głębokości 95 m. W uzdrowisku Liptowski Jan przez cały rok można korzystać z basenu termalnego.

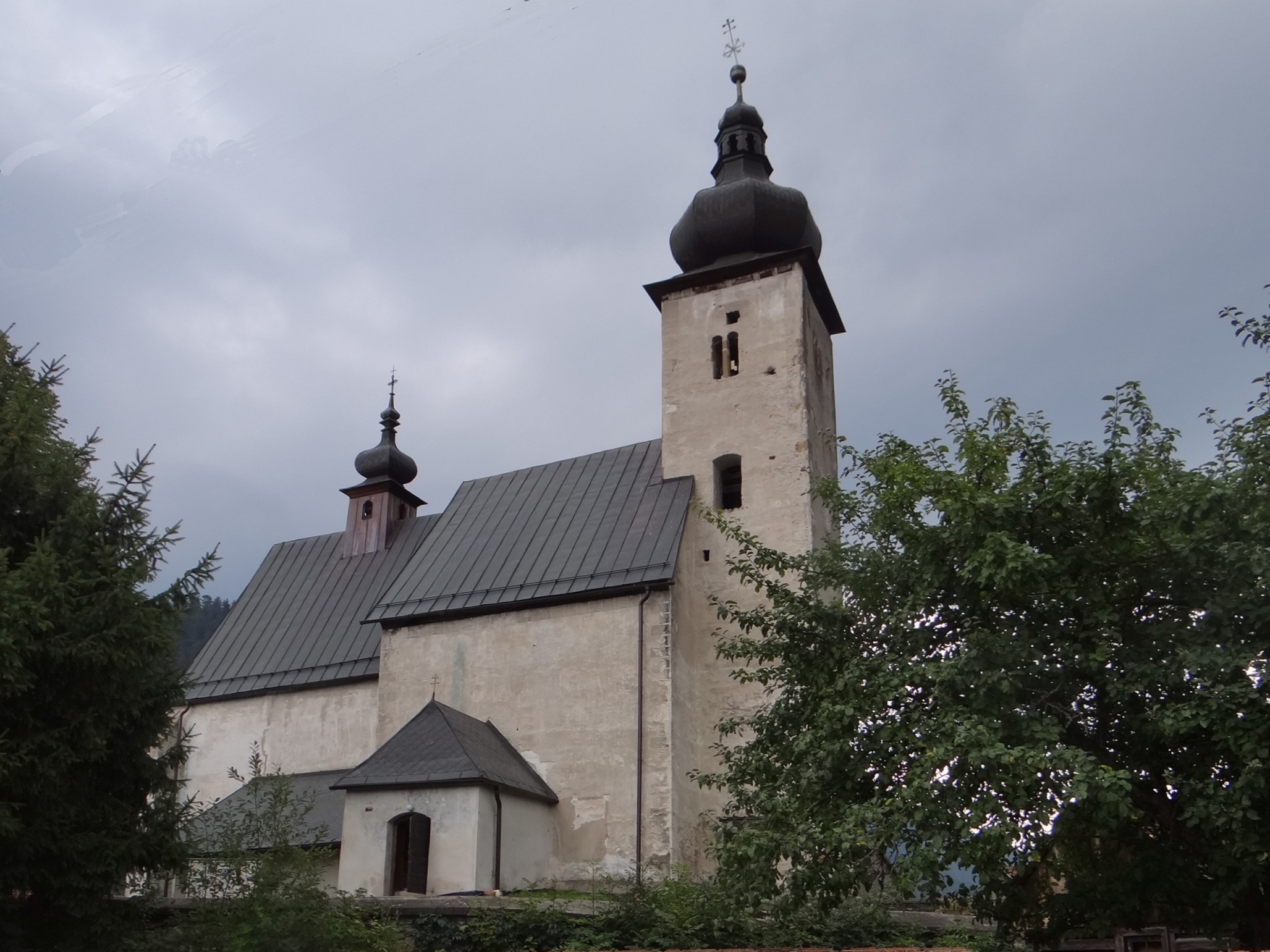
Kościół katolicki
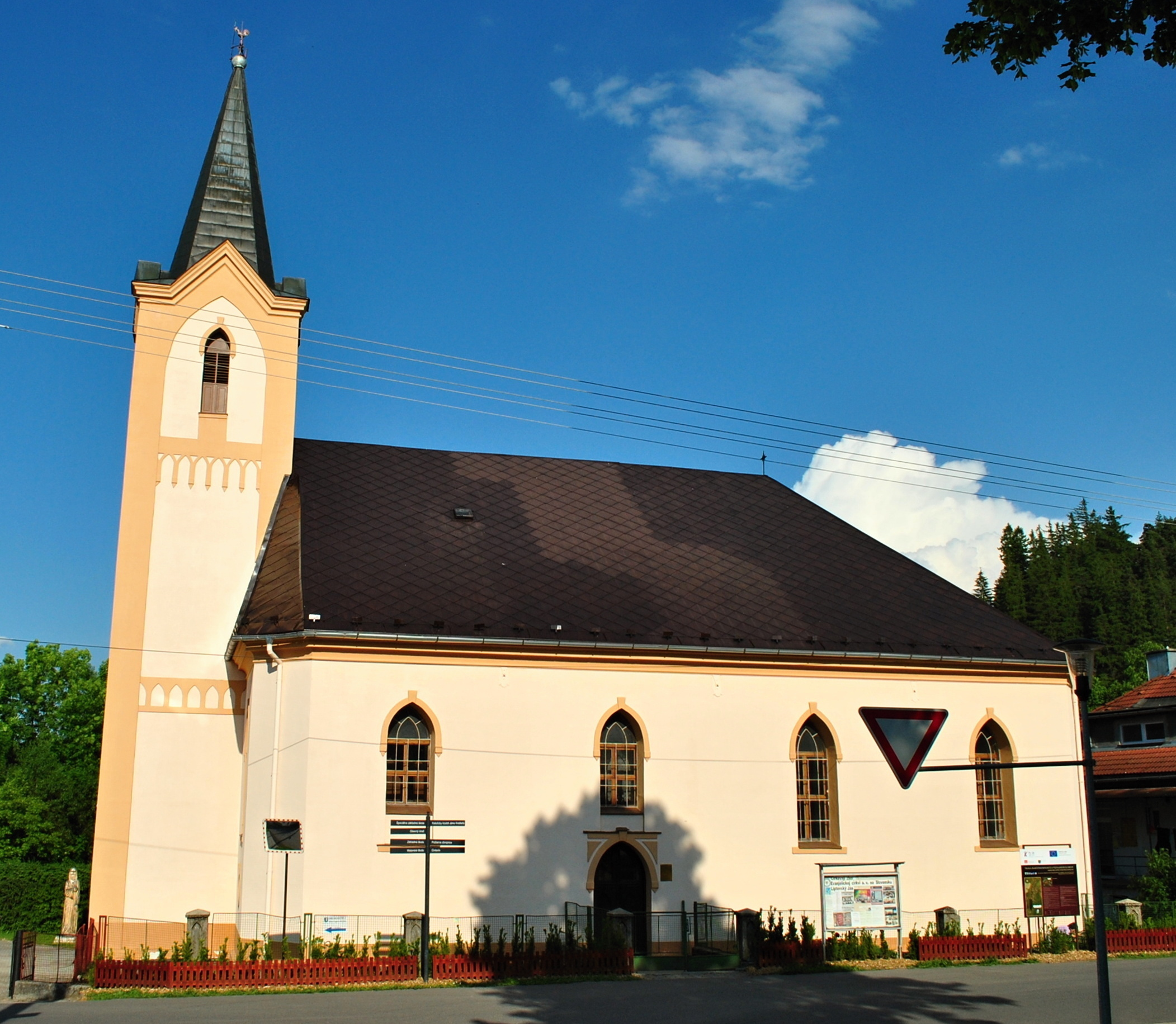
Kościół ewangelicki
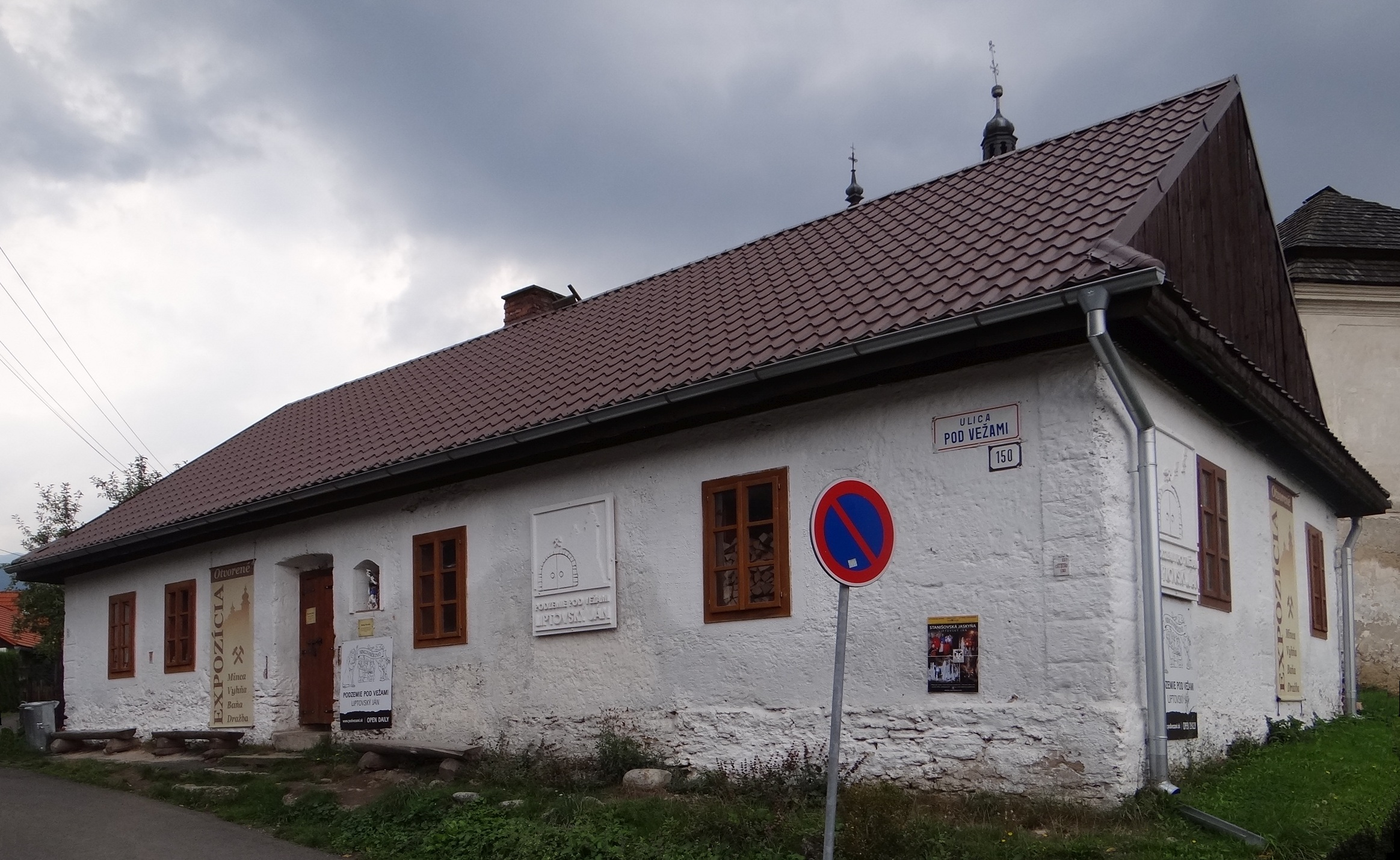
Jeden z domów
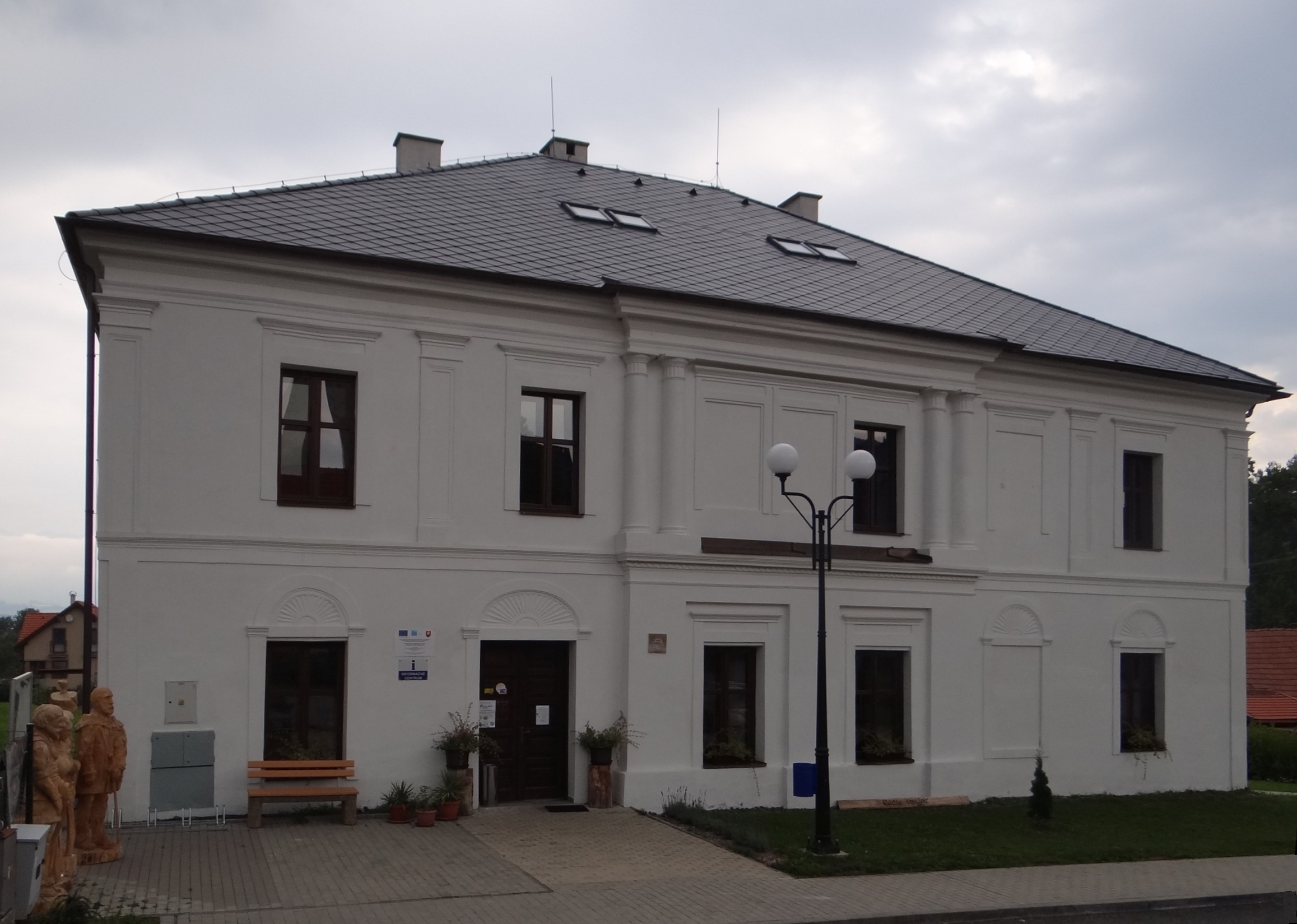
Dom kultury
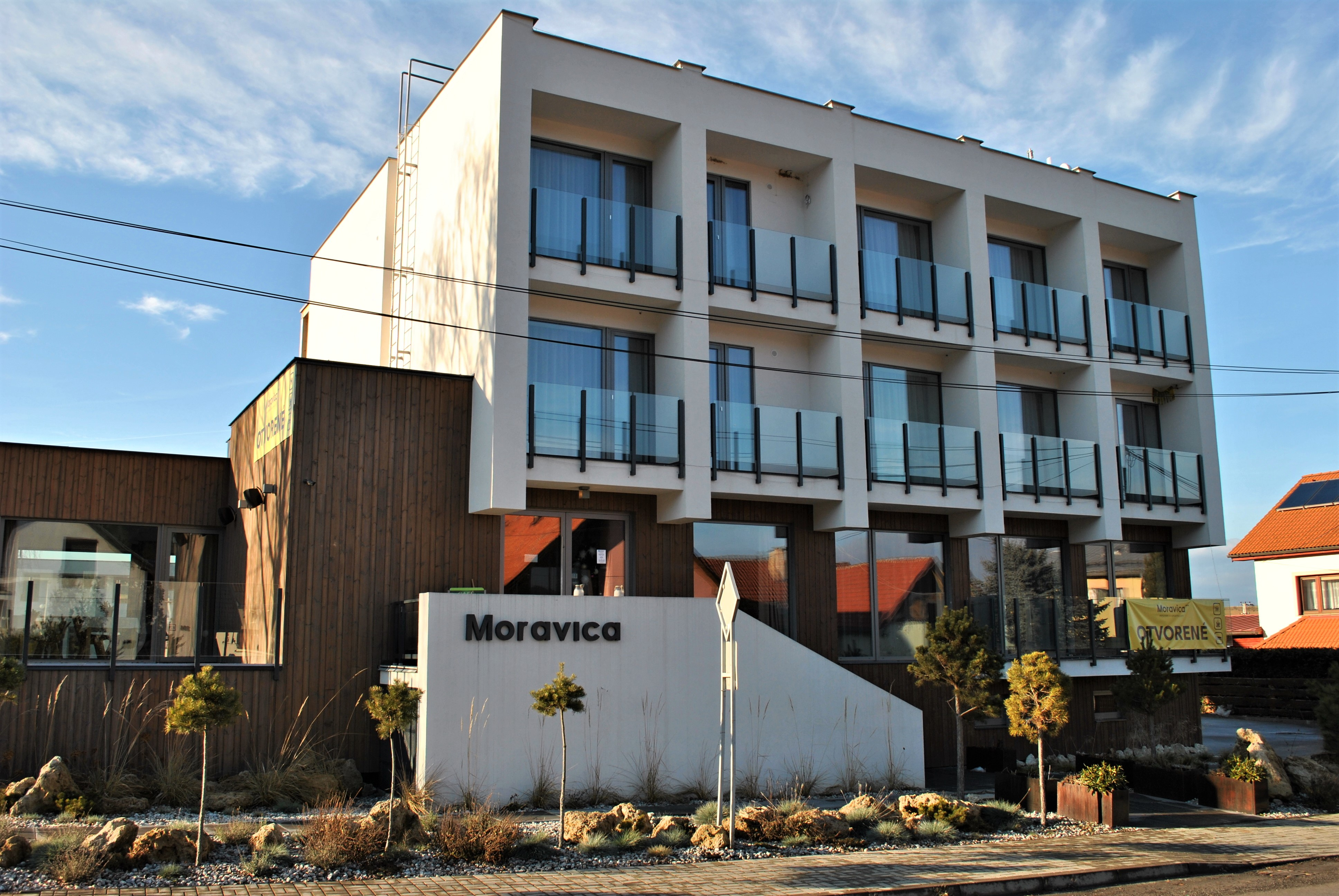
Hotel Moravica
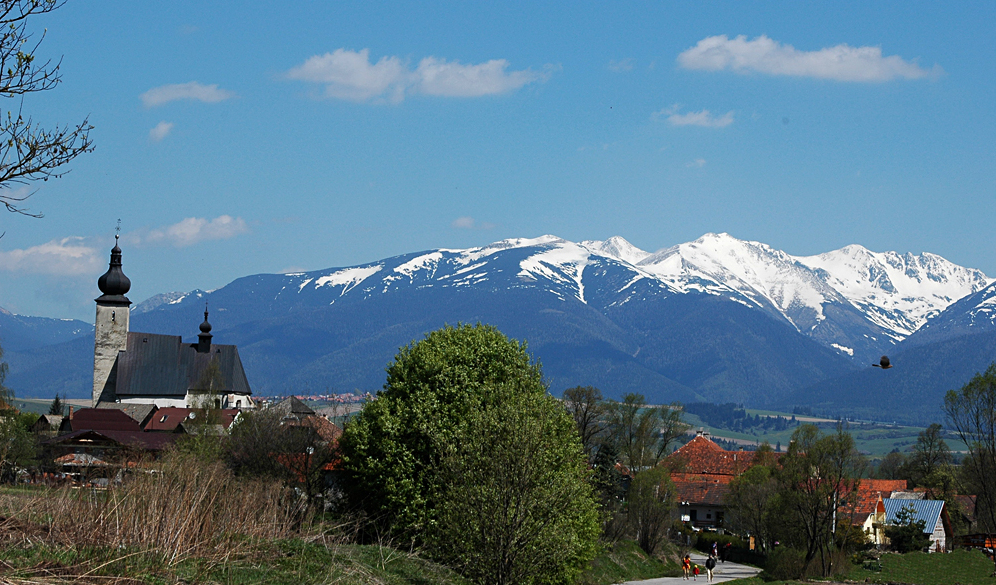
Liptowski Jan